# Salón de la Fama del Béisbol
El Salón de la Fama Nacional de Béisbol, localizado en Cooperstown, Nueva York, Estados Unidos, es un museo semioficial dirigido por entidades privadas que sirve como punto central para el estudio de la historia del béisbol en los Estados Unidos y en el mundo. También tiene como funciones la exhibición de importantes objetos relacionados con este deporte, así como la realización de actividades encaminadas a honrar a las personas que se han destacado como jugador, dirigente o propulsor de béisbol. Cuando se menciona el "Salón de la Fama" en artículos y conversaciones, se hace referencia sobre todo a la lista de homenajeados, más que al museo. El lema del Salón es: "Preservar la historia, honrar la excelencia, conectar generaciones".

## Historia

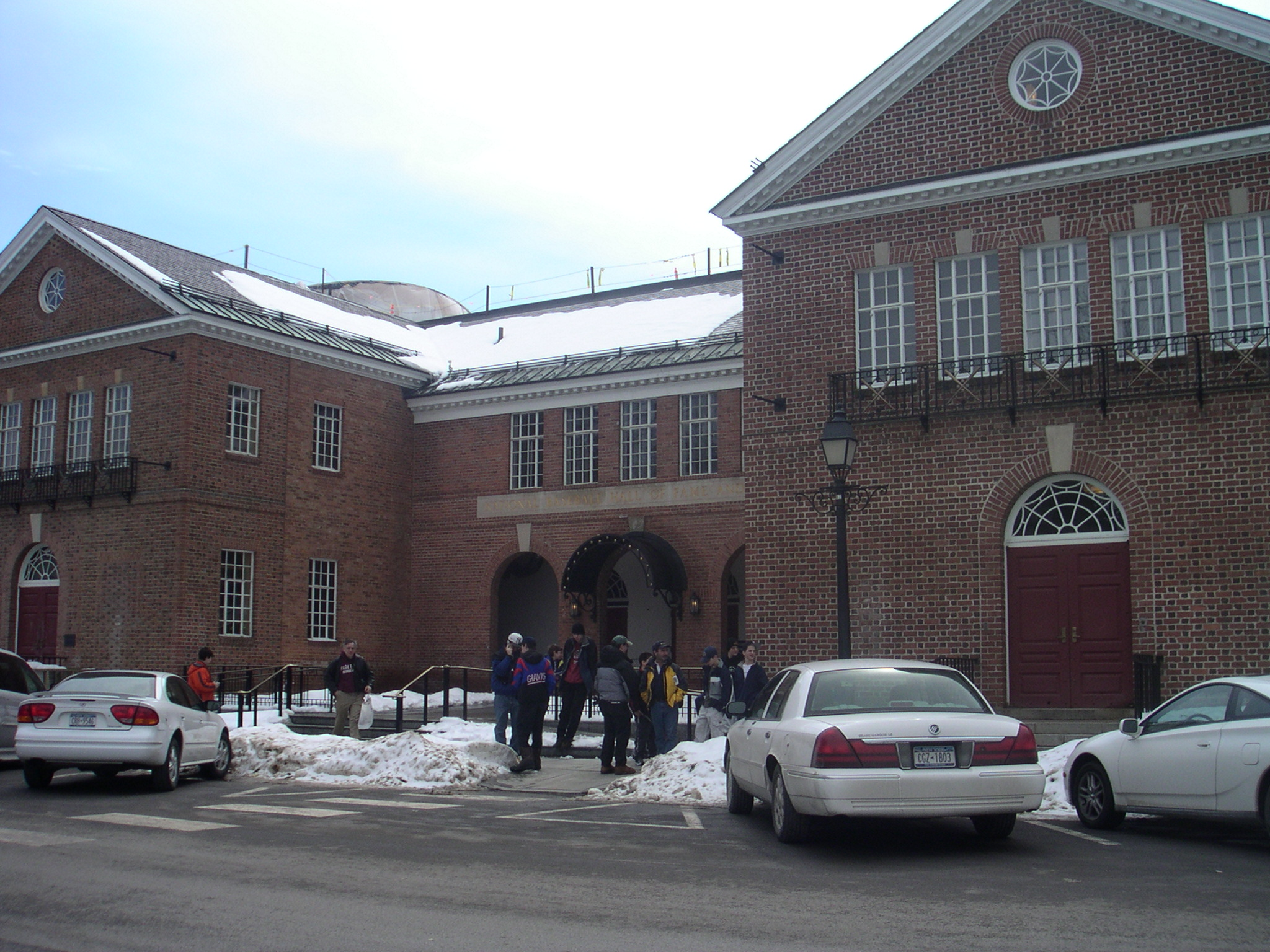
La entrada principal del Salón de la Fama.

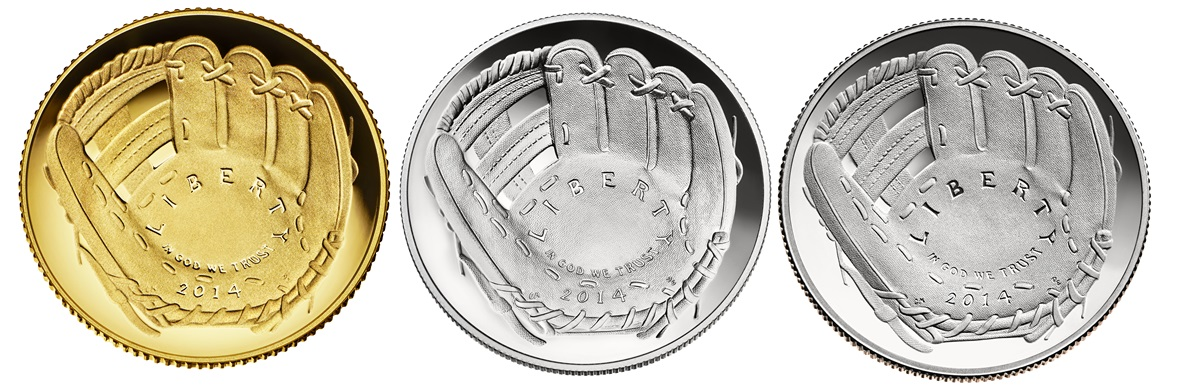
Ejemplos del Salón de la Fama (monedas de oro, plata y Cad) creados por la Casa de Moneda de los Estados Unidos.

El Salón de la Fama fue inaugurado el 12 de junio de 1939, por la Fundación Clark, una organización privada ubicada en Cooperstown, con dinero de la empresa Singer, un fabricante de máquinas de coser. La Fundación trataba de atraer turistas a Cooperstown, una pequeña ciudad que se vio afectada por la Gran depresión, que diezmó la industria del turismo, y por la ley seca, que destruyó la industria del lúpulo en el pueblo. La leyenda que cuenta que Abner Doubleday, un héroe de la guerra civil estadounidense, inventó el béisbol en Cooperstown ayudó a la popularidad del Salón en sus primeros años, aunque muchas personas dudan de la historia.
Las Grandes Ligas de Béisbol vieron la oportunidad y empezaron a colaborar con el Salón para promocionarlo y para conseguir objetos para su museo.
En 1994 el museo añadió una biblioteca y un edificio dedicado a la investigación. Entre los años 2003 y 2005 se realizaron nuevas mejoras.
En el año 2002, fue iniciado el "Baseball as América," una exhibición que visitará diez museos norteamericanos durante seis años. El Salón también patrocinó un programa educativo en internet para llevar el Salón a los alumnos que de otra forma no podrían verlo. En enero de 2006, el Salón anunció una alianza con Citgo para lanzar una exposición que describe las contribuciones de América Latina al béisbol. El Salón tiene un espacio cada año en el FanFest, el festival que acompaña al Juego de Estrellas.
En el pueblo de Cooperstown se encuentra también el estadio Doubleday, donde se juega el Partido del Salón de la Fama, un partido entre dos equipos de las Grandes Ligas. En años anteriores, el juego se celebró durante el fin de semana de exaltación de nuevos miembros al Salón, pero en los últimos años, se viene celebrando en mayo o junio, fechas más acordes con el calendario de partidos de los equipos. El "Fin de Semana del Salón de la Fama" también incluye un concurso de "home runs", programas especiales en el museo, un desfile por la calle principal de Cooperstown y, finalmente, el partido. Este se trata de una exhibición en el que las estadísticas no son grabadas. De hecho, los jugadores habituales normalmente son sustituidos por jugadores de las ligas menores después de la primera ronda de bateos.
En 2012, Estados Unidos aprobó el Congreso y el presidente Barack Obama firmó una ley que ordena la Casa de Moneda de los Estados Unidos para producir y vender monedas conmemorativas, no circula en beneficio de la, Hall sin fines de lucro privado. El proyecto de ley, H.R. 2527 (En Inglés solamente), se introdujo en los Estados Unidos Cámara de Representantes por el representante. Richard Hanna, un republicano de Nueva York, y aprobado por la Cámara el 26 de octubre de 2011. Las monedas, que representan los guantes de béisbol y bolas, son los primeros diseños cóncavas producidos por la Casa de Moneda. La acuñación incluyó 50.000 monedas de oro, 400.000 monedas de plata y 750.000 CLAD (níquel-cobre) monedas. La Casa de Moneda de los liberó el 27 de marzo de 2014, y el oro y la plata ediciones agotó rápidamente. El Ayuntamiento recibe dinero de los recargos incluidos en el precio de venta: un total de $ 9.5 millones si se venden todas las monedas.

## Miembros
La frase "Salón de la Fama" puede designar el museo y el edificio en Cooperstown, pero la mayoría de las veces designa la lista de jugadores, pilotos, árbitros, y dirigentes que recibieron el honor de la inducción. Los primeros cinco hombres exaltados eran las estrellas Ty Cobb, Babe Ruth, Honus Wagner, Christy Mathewson y Walter Johnson, exaltados en 1936. A partir de febrero de 2006, 278 personas han sido exaltadas al Salón, incluso 225 jugadores, 17 pilotos (la mayoría también fueron jugadores), 8 árbitros, y 28 dirigentes y propulsores. Treinta hombres recibieron el Premio Ford C. Frick para la excelencia en difusión, y 57 recibieron el premio J.G. Taylor Spink para la excelencia en la escritura y la crónica, incluyendo Peter Gammons.

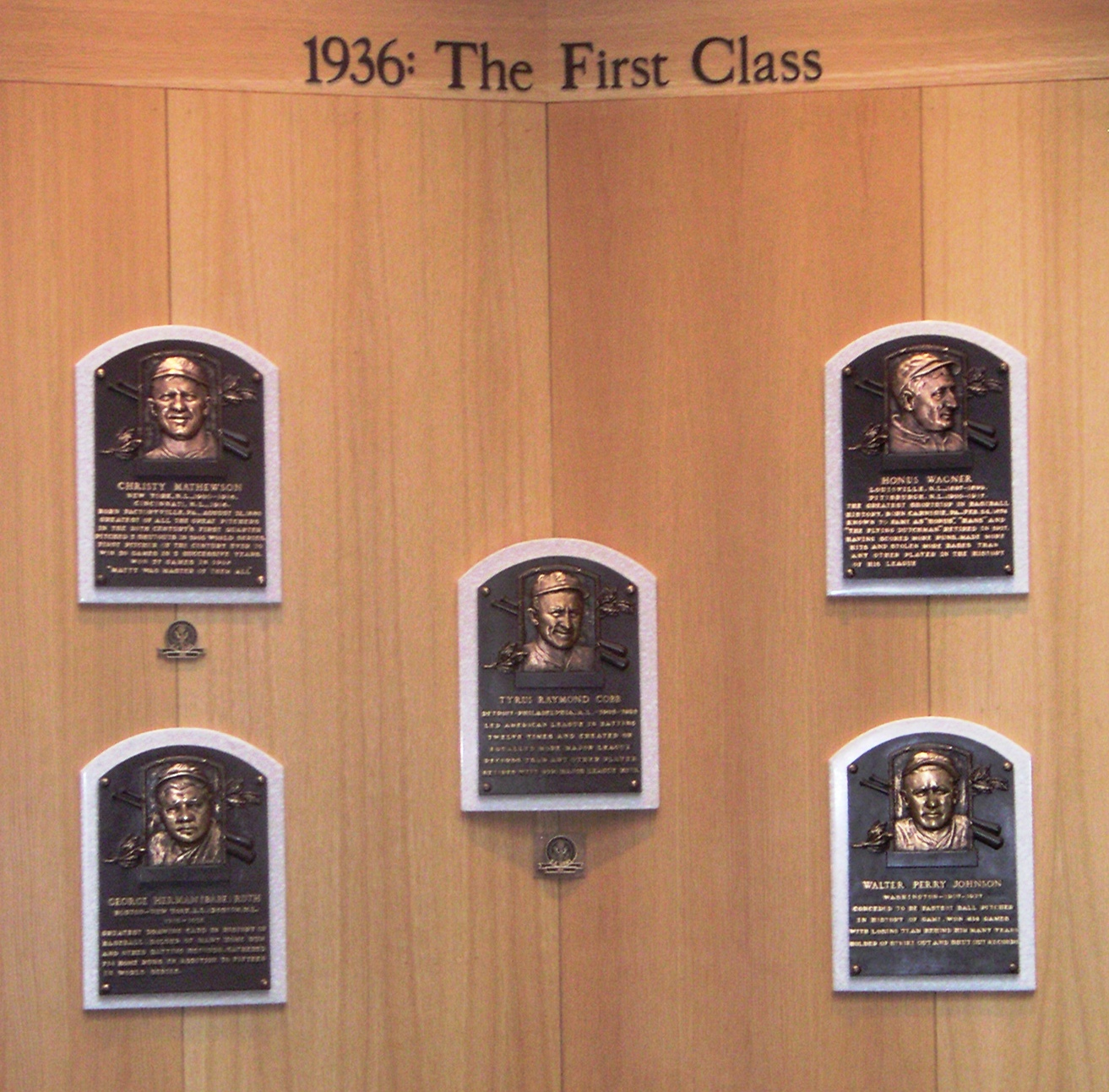
Placas más importantes en el salón de la fama.

Los jugadores son elegidos al Salón de la Fama por la Asociación de Escritores de Béisbol de América (BBWAA), o por el Comité de Veteranos, que consta de miembros del Salón y los ganadores de los premios Frick y Spink. Cinco años después del retiro, cualquier jugador que jugó diez años en las mayores y que está aprobado por un comité que descarta los candidatos ménos calificados, es considerado elegible para inducción por los miembros de la BBWAA que tengan al menos diez años ininterrumpidos formando parte de la asociación.
De una papeleta final que por lo general contiene entre 25 y 40 candidatos, cada escritor puede votar por hasta diez jugadores; hasta la década de los 50s, los votantes estaban supuestos a votar por el máximo número de candidatos. Cualquier jugador que recibe el 75% o más de los votos de las papeletas es exaltado. Un jugador que recibe menos del 5% de los votos de las papeletas es borrado de las papeletas en elecciones venideras. A veces, el comité que descarta los candidatos restablece la elegibilidad de jugadores borrados, pero en los noventa, los candidatos dejados se volvieron permanentemente inelegibles para selección, incluso para el Comité de Veteranos. En 2001, hubo un cambio a las reglas de votación que restableció la elegibilidad de todos los jugadores borrados, que ahora pueden ser considerados por el Comité de Veteranos.
En circunstancias especiales, un jugador puede ser considerado elegible para exaltación aunque no cumpla con todos los requisitos. Ha pasado dos veces: en 1939, Lou Gehrig, que se retiró del béisbol después de recibir un diagnóstico de esclerosis lateral amiotrófica; y en 1978, cuando Addie Joss, que jugó en nueve temporadas antes de morir de tuberculosis, fue exaltado. Además, sí un jugador elegible fallece antes de cumplir su quinto año de retirado, será elegible en la próxima elección seis meses después de su muerte. La exaltación de Roberto Clemente en 1973 sentó el precedente, cuando los escritores eligieron considerarlo después de su muerte en la Noche Vieja, 1972, y añadieron la regla que codificó esta política de allí en adelante.
Si un candidato fracasa en ser exaltado por el BBWAA dentro de los 20 años después de su retiro como jugador, el Comité de Veteranos, que vota cada dos años, pueden exaltarlo. Este comité vota también cada cuatro años por los candidatos de la reserva de pilotos, árbitros, dirigentes, o propulsores. Jugadores de las Ligas Negras son elegibles para exaltación por parte del Comité de Veteranos desde 1971. En 2005, el Salón llevó a cabo un informe sobre los jugadores Afroamericanos que jugaron de fines del siglo XIX y la integración de las Ligas Grandes en 1947, y celebró una elección especial para ellos en febrero de 2006; 17 jugadores de las Ligas Negras fueron inducidos además de los 18 ya exaltados.

## El museo
Según el Salón de la Fama, aproximadamente 350.000 visitantes entran al museo cada año, y desde la apertura del museo se estima que se ha rebasado los 13 millones de visitantes. Estos visitantes ven solamente una parte de los 35.000 objetos, 2.6 millones de artículos de la biblioteca (tales como artículos de diarios y fotos), y 130.000 cartas de béisbol. La lista de exhibiciones incluye:

### La planta baja
- Béisbol al cine, que contiene recuerdos de películas sobre béisbol y donde se puede ver secuencias de esas películas.
- El Teatro del Bullpen es el sitio de programas cotidianos al museo (tal como juegos de trivialidades o discusiones sobre libros) y está adornado con fotos de relevistas famosos.
- La Galería Harper contiene exposiciones cambiadizas. Ahora hay una exhibición del arte sobre las Ligas Negras.
- La Fila de Exaltación contiene artículos que pertenece a los candidatos exaltados más reciente y fotos de las ceremonias de exaltación de años pasados.
- La Galería de Arte Pérez-Steele contiene arte de todos los medios que pertenece a béisbol.
- La Galería de Placas, el área más reconocible al museo, contiene las placas de todos los miembros del Salón.
- El Club Solar para los Niños contiene unas exhibiciones interactivas para los niños jóvenes.
- Escritores y Locutores honran los ganadores de los premios Spink y Frick con fotos, y contiene artículos que pertenecen al escrito de béisbol y a la transmisión de béisbol.
  - Hay ventanas aquí que va del piso al techo y que frentan a un patio al aire libre con estatuas de Johnny Podres y Roy Campanella (del equipo de los Brooklyn Dodgers de 1955, que ganó la Serie Mundial), y una jugadora anónima del Liga Profesional de Béisbol de Chicas Todo Americanas. Durante el fin de semana de exaltación en 2006, una estatua de Satchel Paige se descubrió y estaba dedicado.

## El primer piso
- El Teatro de la Tribuna incluye una película de 13 minutos que muestra la belleza, el esplendor, y el mito de béisbol. El teatro de 200 asientos está decorado a resemblar Comiskey Park.
- El Juego es el cuadro principal del primero piso, y contiene el mayor cantidad de artículos de todos los cuadros en el museo. El Juego cuenta la historia de béisbol de sus albores al día presente. Este cuadro incluye unos mini-cuadros: El Cuadro de Babe Ruth, el Cuadro de Hank Aaron, Los Sueños del Diamante (las mujeres en el béisbol), El Pundonor y la Pasión (exhibición sobre las Ligas Negras), y Tomando el Campo (sobre el béisbol en el siglo XIX).